# Pip (comptadors)
Els Pips son elements petits, fàcilment comptables. El terme sol descriure els punts de les fitxes de dòmino i dels daus els símbols que denoten els colls i valors de les cartes o bé llavors petites d'alguna fruita. En algunes ocasions, el terme també es fa servir per a referir-se com el "punt" dins el codi Morse.

## Daus
Quan ens referim als daus, usam el terme pip per referir-nos als punts de les seves cares (en aquests casos parlam de daus de sis cares). Formen patrons numèrics que van de l'u al sis, i la suma de les cares oposades tradicionalment suma set. Els pips son normalment negres en els daus blancs i blancs als daus d'altres colors. Els daus asiàtics sovint tenen un pip ample a la cara de l'"u", mentre que els daus pel joc Kismet son punts negres a les cares de l'1 i del 6, vermells a les del 2 i el 5 i verds per les del 3 i el 4. 

## Dòmino
El joc del dòmino usa pips similars als dels daus. Cada meitat d'una fitxa pot tenir des de sis o nou pips (depenent dels països) fins a cap, organitzats de la mateixa manera que els dels daus. 

## Cartes

El Vuit de trèbols amb vuit pips i dos indicadors als cantons.

En les baralles de cartes, els pips son símbols petits ubicats als cantons, que determinen el coll de la carta i la seva posició. Per exemple, una baralla anglesa de 52 cartes consisteix en quatre colls de tretze cartes cada una: cors, trèvols, diamants i piques. Cada coll conté tres figures, el jack, la reina i el rei. La resta del es cartes són anomenades pip i es numeren de l'1 al 10 (l'1 és gairebé sempre anomenada "as" i sovint és la carta més alta dins molts jocs, seguida per les figures). Cada carta pip conté un codi al cantó superior esquerre que mostra al jugador el valor de la carta. A Europa, és molt comú tenir aquests indicadors als quatre cantons, de manera que els jugadors esquerrans poden sostenir-les amb més comoditat. El centre de les cartes contenen pips representant el coll. El nombre de pips correspon amb el nombre de la carta, i la seva organització no sol variar d'una baralla a l'altra
Moltes d'aquestes 52 cartes de pòquer contenen una variació de l'estil de l'as d'espases, que sol consistir en un pip llarg o, fins i tot una imatge representativa, juntament amb informació sobre el fabricant de la baralla.